# Green Bay Packers 1923
La stagione 1923 dei Green Bay Packers è stata la terza della franchigia nella National Football League. La squadra, allenata da Curly Lambeau, ebbe un record di 7-2-1, terminando terza in classifica. Fu la prima stagione disputata al Bellevue Park.

## Calendario
| Stagione regolare |              |                        |           |
| Gara              | Data         | Avversario             | Risultato |
| Pre-stagione      | 30 settembre | Hibbing All-Stars      | V 10–0    |
| 1                 | 30 settembre | Minneapolis Marines    | V 12–0    |
| 2                 | 7 ottobre    | St. Louis All-Stars    | P 0–0     |
| 3                 | 14 ottobre   | Chicago Bears          | S 0–3     |
| 4                 | 21 ottobre   | Milwaukee Badgers      | V 12–0    |
| 5                 | 28 ottobre   | Racine Legion          | S 3–24    |
| 6                 | 4 novembre   | at St. Louis All-Stars | V 3–0     |
| 7                 | 11 novembre  | at Racine Legion       | V 16–0    |
| 8                 | 18 novembre  | at Milwaukee Badgers   | V 10–7    |
| 9                 | 25 novembre  | Duluth Kelleys         | V 10–0    |
| 10                | 29 novembre  | Hammond Pros           | V 19–0    |

- Le gare in corsivo indicano una squadra non appartenente alla lega.

## Classifiche
| Classifica NFL           |    |    |   |       |     |     |     |
|                          | V  | S  | P | %     | PF  | PS  | STR |
| Canton Bulldogs          | 11 | 0  | 1 | 1.000 | 246 | 19  | V5  |
| Chicago Bears            | 9  | 2  | 1 | .818  | 123 | 35  | V1  |
| Green Bay Packers        | 7  | 2  | 1 | .778  | 85  | 34  | V5  |
| Milwaukee Badgers        | 7  | 2  | 3 | .778  | 100 | 49  | V1  |
| Cleveland Indians        | 3  | 1  | 3 | .750  | 52  | 49  | S1  |
| Chicago Cardinals        | 8  | 4  | 0 | .667  | 161 | 56  | S1  |
| Duluth Kelleys           | 4  | 3  | 0 | .571  | 35  | 33  | S3  |
| Buffalo All-Americans    | 5  | 4  | 3 | .556  | 94  | 43  | S1  |
| Columbus Tigers          | 5  | 4  | 1 | .556  | 119 | 35  | S1  |
| Toledo Maroons           | 3  | 3  | 2 | .500  | 35  | 66  | S1  |
| Racine Legion            | 4  | 4  | 2 | .500  | 86  | 76  | V1  |
| Rock Island Independents | 2  | 3  | 3 | .400  | 84  | 62  | S1  |
| Minneapolis Marines      | 2  | 5  | 2 | .286  | 48  | 81  | S1  |
| St. Louis All-Stars      | 1  | 4  | 2 | .200  | 25  | 74  | S1  |
| Hammond Pros             | 1  | 5  | 1 | .167  | 14  | 59  | S4  |
| Akron Pros               | 1  | 6  | 0 | .143  | 25  | 74  | V1  |
| Dayton Triangles         | 1  | 6  | 1 | .143  | 16  | 95  | S2  |
| Oorang Indians           | 1  | 10 | 0 | .091  | 50  | 257 | V1  |
| Louisville Brecks        | 0  | 3  | 0 | .000  | 0   | 90  | S3  |
| Rochester Jeffersons     | 0  | 4  | 0 | .000  | 6   | 141 | S4  |

Note: I pareggi non venivano conteggiati ai fini della classifica fino al 1972.